# Bastrop (Texas)
Pour les articles homonymes, voir Bastrop.
La ville de Bastrop (en anglais [ˈbæstrəp]) est le siège du comté de Bastrop, dans l’État du Texas. Lors du recensement de 2000, elle comptait 5 340 habitants et atteignait les 7 218 habitants au recensement de 2010.

## Histoire
En 2011, plusieurs incendies ont détruit 1 691 maisons à Bastrop, provoquant la mort de deux victimes et faisant 325 millions de dollars de dégâts.
En 2024, l'Astra Nova School, fondée par Elon Musk et  Josh Dahn, s'implante à Bastrop .

## Démographie
| Groupe            | Bastrop | Texas | États-Unis |
| ----------------- | ------- | ----- | ---------- |
| Blancs            | 75,4    | 70,4  | 72,4       |
| Afro-Américains   | 12,4    | 11,9  | 12,6       |
| Autres            | 7,0     | 10,1  | 6,4        |
| Métis             | 3,2     | 2,7   | 2,9        |
| Asiatiques        | 1,3     | 3,8   | 4,8        |
| Amérindiens       | 0,8     | 0,7   | 0,9        |
| Total             | 100     | 100   | 100        |
|                   |         |       |            |
| Latino-Américains | 24,3    | 37,6  | 16,7       |

Selon l'American Community Survey pour la période 2011-2015, 88,29 % de la population âgée de plus de 5 ans déclare parler l'anglais à la maison, 10,56 % déclare parler l'espagnol, 0,73 % une langue chinoise et 0,42 % une autre langue.

## Dans la culture populaire
La ville a été l'un des lieux de tournage du film Massacre à la tronçonneuse.